# Dịch hạch
Dịch hạch (plague) là một loại bệnh do vi khuẩn Yersinia pestis hình que thuộc họ Enterobacteriaceae gây ra. Từ nguyên của từ "plague" được cho là đến từ plāga Latin ("vết thương") và plangere ("tấn công, đánh"), cf. Plage Đức ("phá hoại").
Tùy theo nhiễm trùng phổi, hoặc điều kiện vệ sinh, dịch hạch có thể lây lan trong không khí, bằng cách tiếp xúc trực tiếp, hoặc ít khi bị ô nhiễm thức ăn chưa chế biến. Các triệu chứng của bệnh dịch hạch phụ thuộc vào các khu vực mà vi khuẩn tập trung gây nên ở các bộ phận bị nhiễm trùng ở mỗi người: bệnh dịch hạch ở hạch lympho, bệnh dịch hạch nhiễm khuẩn huyết trong mạch máu, bệnh dịch hạch phổi.
Trước kia dịch hạch là bệnh nan y, nhưng ngày nay nó có thể được chữa khỏi với tỷ lệ thành công cao nếu phát hiện sớm. Bệnh dịch hạch vẫn còn phổ biến ở một số vùng sâu vùng xa trên thế giới.

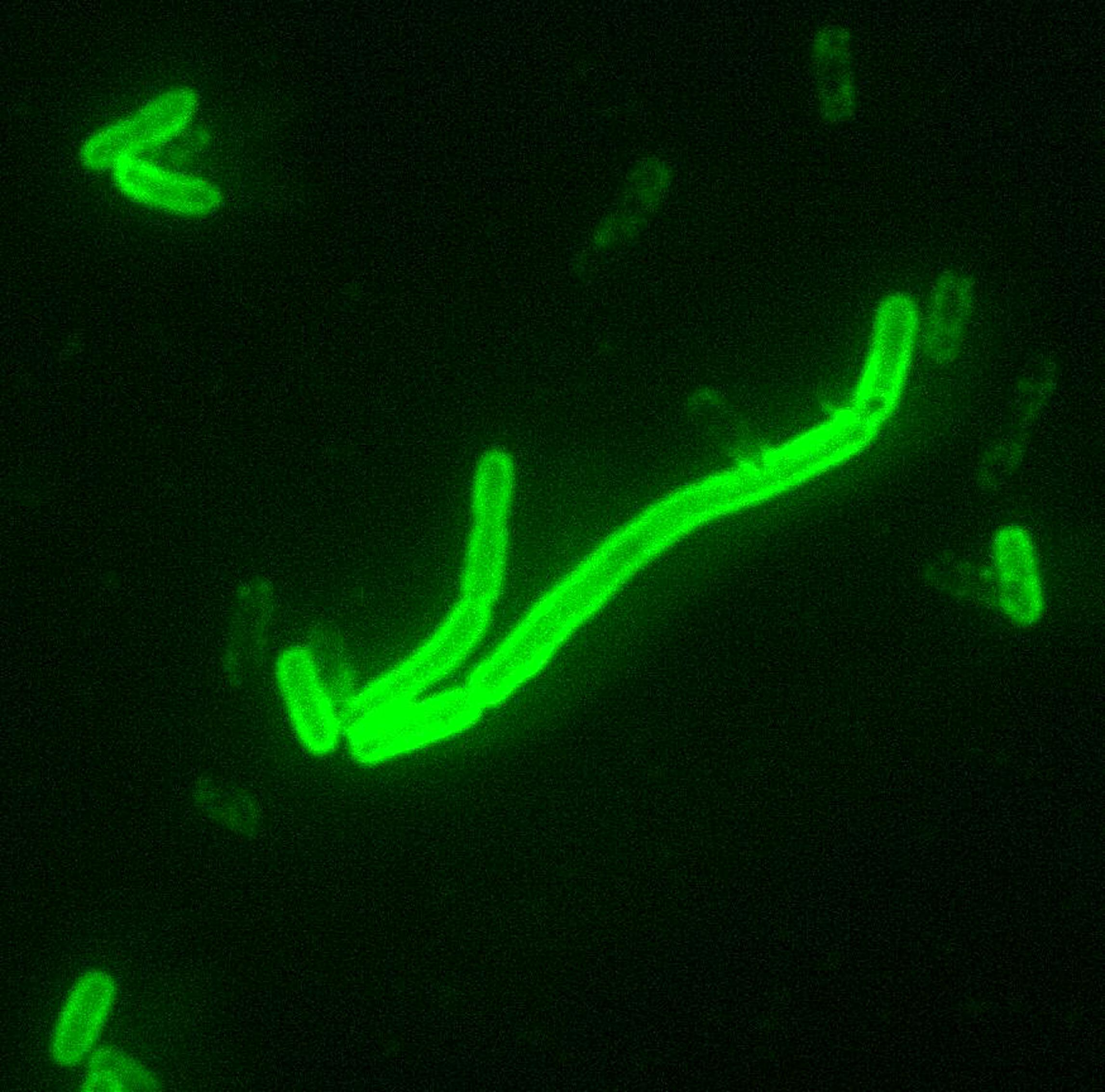
Vi khuẩn dịch hạch

Cho đến tháng 6 năm 2007, dịch hạch là một trong ba bệnh dịch đặc biệt báo cáo với Tổ chức Y tế Thế giới (cùng với cholera và sốt vàng). Loại vi khuẩn này được đặt theo tên của nhà nghiên cứu sinh học người Pháp - Thụy Sĩ Alexandre Yersin, người đã khám phá ra nó. Căn bệnh đã gây nhiều trận dịch bệnh kinh hoàng với tỉ lệ tử vong rất cao trong lịch sử nhân loại (nếu không được điều trị, tử vong ở thể hạch là 75%, ở thể nhiễm khuẩn huyết và thể phổi là gần 100%), như là trận Đại dịch hạch (1665 ở Anh với 60.000 người chết) và Cái chết Đen (giữa thế kỷ 14, giết chết khoảng 1/3 dân số châu Âu tức là 25 triệu người). Việc sử dụng dịch tễ học của thuật ngữ dịch hạch hiện đang được áp dụng cho bất kỳ viêm bọt nào gây ra do nhiễm trùng với Y. pestis. Về mặt lịch sử, việc sử dụng thuật ngữ bệnh dịch hạch đã được áp dụng cho các bệnh truyền nhiễm nói chung. Các tên khác đã được sử dụng để mô tả bệnh này, chẳng hạn như Black Scourge và Cái chết Đen; cái tên thứ hai hiện nay được sử dụng chủ yếu bởi các học giả để mô tả những trận đại dịch do bệnh gây ra.

## Nguyên nhân
Việc truyền Y. pestis tới cá thể không bị nhiễm bệnh có thể thực hiện được bằng bất kỳ phương tiện nào sau đây:
- Giọt tiếp xúc - ho hay chất nhầy mũi vào người khác.
- Tiếp xúc trực tiếp - chạm vào người bị bệnh, kể cả khi tiếp xúc tình dục.
- Tiếp xúc gián tiếp - thường là bằng cách chạm vào đất bị ô nhiễm hoặc bề mặt bị ô nhiễm.
- Lây truyền qua không khí - nếu vi sinh vật có thể tồn tại trong không khí trong thời gian dài.
- Truyền qua đường miệng - thường là từ thức ăn bị ô nhiễm hoặc nguồn nước không đảm bảo vệ sinh.
- Sự lây truyền qua sinh vật - do côn trùng hoặc các động vật khác thực hiện.

Yersinia pestis lây truyền trong các hồ chứa động vật, đặc biệt là ở loài gặm nhấm, trong các vùng ở tất cả các lục địa ngoại trừ Úc. Các khu vực tự nhiên của bệnh dịch hạch nằm trong một vành đai rộng ở vĩ độ nhiệt đới và cận nhiệt đới và phần ấm hơn của vĩ độ ôn đới trên toàn cầu, giữa hai đường 55 độ Bắc và 40 độ Nam.
Trái ngược với thông tin phổ biến, chuột không trực tiếp bắt đầu sự lây lan của bệnh dịch hạch. Nó chủ yếu là một bệnh trong bọ chét (Xenopsylla cheopis) làm nhiễm bệnh cho chuột, làm cho chuột trở thành nạn nhân đầu tiên của bệnh dịch hạch. Nhiễm trùng ở người xảy ra khi một người bị cắn bởi một con bọ chét hoặc bị cắn bởi một loài gặm nhấm mà chính nó đã bị nhiễm trùng bởi vết cắn của một con bọ mang bệnh. Các vi khuẩn nhân lên trong bọ chét, gắn bó với nhau để tạo thành một phiến chặn dạ dày của nó và làm cho nó đói. Bọ chét cắn một cá thể chủ và vẫn tiếp tục hút máu, mặc dù nó không thể ngăn được cơn đói của nó, và con bọ chét có thể sẽ chuyển sang hút máu ở một vật chủ khác. Theo vết cắn, các vi khuẩn bệnh dịch hạch lây nhiễm vào một cá thể mới, cứ như vậy trước khi con bọ chét chết đói. Sự bùng phát dịch bệnh nghiêm trọng thường xảy ra do các vụ dịch bệnh khác ở loài gặm nhấm, hoặc sự gia tăng dân số của động vật gặm nhấm.

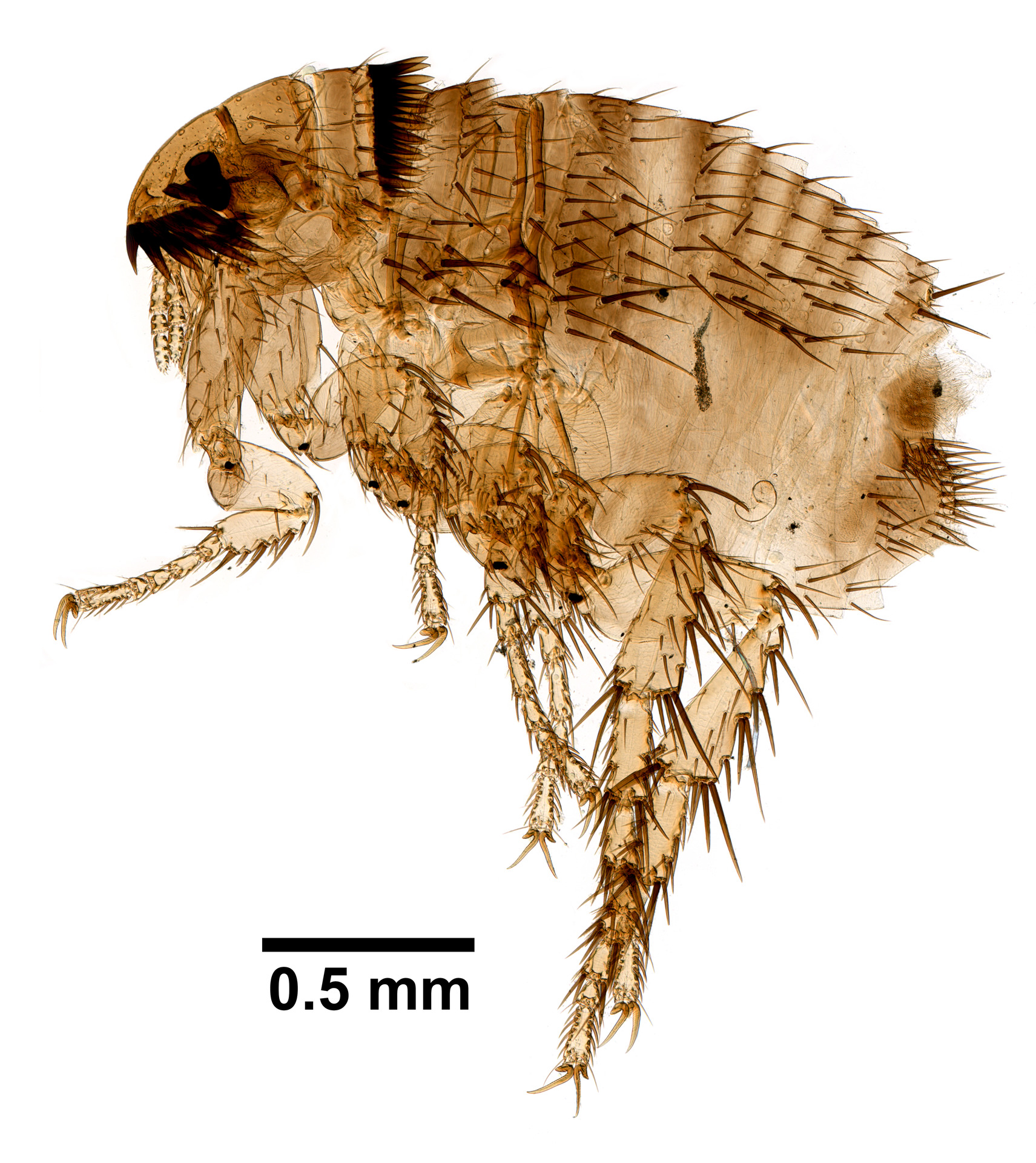
Con Bọ Chét làm lây lan dịch bệnh

Năm 1894, hai nhà nghiên cứu vi khuẩn, Alexandre Yersin của Pháp và Kitasato Shibasaburō của Nhật Bản, đã phân lập được vi khuẩn ở Hồng Kông, nơi diễn ra trận đại dịch thứ ba. Mặc dù cả hai nhà điều tra đã báo cáo kết quả của họ, một loạt các tuyên bố mập mờ và mâu thuẫn của Kitasato cuối cùng đã dẫn đến việc chấp nhận Yersin là người phát hiện ra vi khuẩn. Yersin đã đặt tên nó là Pasteurella pestis để tôn vinh Viện Pasteur, nơi ông làm việc, nhưng năm 1967 nó đã được chuyển sang một chi mới, đổi tên thành Yersinia pestis để tôn vinh Yersin. Yersin cũng lưu ý rằng những con chuột này bị ảnh hưởng bởi dịch hạch không chỉ trong các vụ dịch bệnh dịch mà còn thường xảy ra trước những vụ dịch như thế ở người, và dịch bệnh này đã được nhiều người dân địa phương coi là bệnh của chuột: người dân ở Trung Quốc và Ấn Độ khẳng định rằng khi một số lớn chuột đã được tìm thấy đã chết, dịch bệnh bùng phát ngay sau đó.
Năm 1898, nhà khoa học người Pháp Paul-Louis Simond (người cũng đã đến Trung Quốc để chống lại đại dịch thứ ba) đã phân lập rầy, chim chóc gây bệnh. Ông đã lưu ý rằng nhiều người bị bệnh đã không tiếp xúc gần gũi với nhau để mắc căn bệnh này. Ở Vân Nam, Trung Quốc, người dân sẽ chạy trốn khỏi nhà ngay khi nhìn thấy chuột chết, và trên đảo Formosa (Đài Loan), người dân đã xem xét việc xử lý những con chuột chết làm tăng nguy cơ mắc bệnh dịch hạch. Những quan sát này khiến ông nghi ngờ rằng bọ chét có thể là một yếu tố trung gian trong việc truyền bệnh dịch hạch, vì người ta mắc bệnh dịch hạch chỉ khi họ tiếp xúc với chuột chết gần đây, những con chết cách đây chưa đầy 24 giờ. Trong một thử nghiệm cổ điển hiện nay, Simond đã chứng minh làm thế nào một con chuột khỏe mạnh chết vì bệnh dịch hạch sau khi con bọ chét đã bám lấy nó.

## Bệnh học

### Bệnh dịch hạch thể hạch(bubonic)
Khi một con bọ cắn một người và gây ô nhiễm vết thương, bệnh dịch hạch mang vi khuẩn được đưa vào mô. Y. pestis có thể sinh sản bên trong các tế bào, do đó, ngay cả khi thực bào, chúng vẫn có thể sống sót. Một khi trong cơ thể, vi khuẩn có thể xâm nhập vào hệ thống bạch huyết. Vi khuẩn bệnh dịch hạch tiết ra một số độc tố, một trong số đó được biết đến là gây ra sự phong bế beta-adrenergic nguy hiểm. Y. pestis lây lan qua các mạch bạch huyết của người bị nhiễm bệnh cho đến khi nó đạt đến một hạch bạch huyết, nơi nó kích thích viêm sưng tấy nghiêm trọng gây ra các hạch bạch huyết để mở rộng phạm vi sinh sống. Các hạch lympho sưng lên tạo thành những bong bóng đặc trưng liên quan đến bệnh. Nếu nút bạch huyết bị quá tải, nhiễm trùng có thể xâm nhập vào máu, gây ra bệnh dịch hạch lần thứ hai và nếu phổi bị xâm hại, nó có thể gây ra bệnh nhiễm trùng máu dịch hạch.

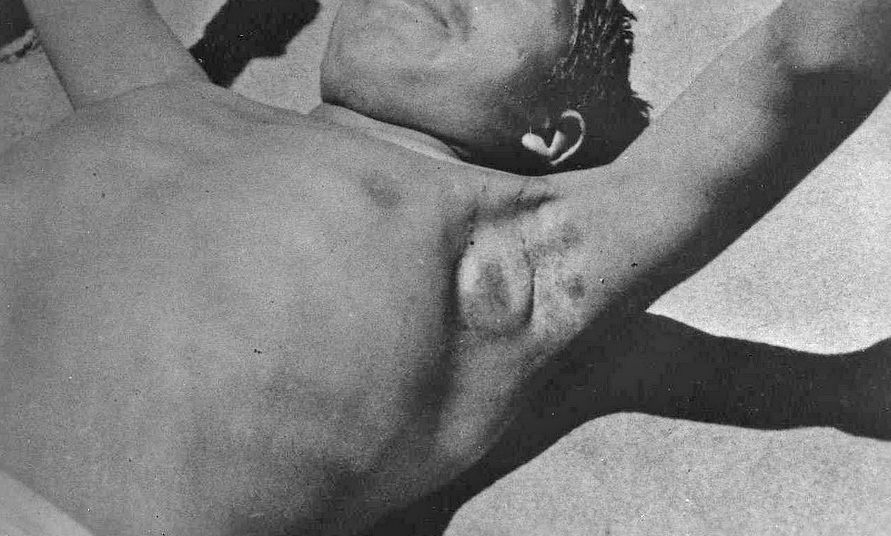
Sưng tấy ở dịch hạch

### Bệnh dịch hạch thể máu(septicemic)
Lymphatics cuối cùng chảy vào máu, do đó, vi khuẩn bệnh dịch hạch có thể đi vào máu và đi đến hầu như bất kỳ phần nào của cơ thể. Trong bệnh nhiễm trùng huyết, các vi khuẩn endotoxin gây ra đông máu nội mạch lan ra (DIC), gây ra các cục máu nhỏ trên khắp cơ thể và có thể gây ra hoại tử vì thiếu máu cục bộ (do các cục máu đông làm tắc nghẽn mạch máu). DIC còn dẫn đến kết quả là cạn kiệt nguồn làm đông máu của cơ thể, do đó người bệnh không còn kiểm soát được sự chảy máu. Vậy nên, có chảy máu vào da và các cơ quan khác, có thể gây phát ban đỏ và màu đen, chảy máu hoại huyết (ho hoặc nôn mửa ra máu). Thường sẽ có những vết sưng trên da trông giống như côn trùng cắn; chúng thường đỏ, và đôi khi trắng ở giữa.
Nếu không chữa trị kịp thời, bệnh dịch hạch thể máu sẽ gây hoại tử và thường gây tử vong. Điều trị sớm bằng kháng sinh làm giảm tỉ lệ tử vong xuống còn 4 đến 15%. Dạng bệnh này diễn tiến rất nhanh, người bệnh thường chết trong cùng một ngày khi các triệu chứng xuất hiện lần đầu tiên.

### Bệnh dịch hạch thể phổi(pneumonic)

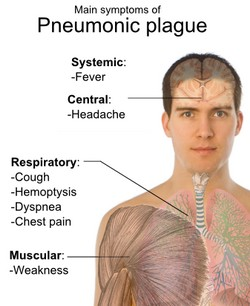
Hình ảnh bệnh dịch hạch thể phổi

Hình thức viêm phổi gây ra do nhiễm trùng phổi. Nó gây ra ho và hắt hơi, do đó tạo ra các giọt không khí chứa các tế bào vi khuẩn và có khả năng lây nhiễm sang người hít phải chúng. Thời kỳ ủ bệnh dịch hạch là ngắn, thường là từ hai đến bốn ngày, nhưng đôi khi chỉ cần vài giờ. Các dấu hiệu ban đầu không thể phân biệt được với một số bệnh hô hấp khác; chúng bao gồm nhức đầu, suy nhược, ho ra máu hoặc hematemesis (chứng ngứa hoặc nôn mửa máu). Quá trình tiến triển nhanh chóng; trừ khi được chẩn đoán và điều trị sớm, thường trong vòng vài giờ, tử vong có thể kéo dài trong một đến sáu ngày; ở những trường hợp không điều trị thì tử vong có tỉ lệ gần 100%.

### Dịch hạch ở hầu
Đây là một dạng không phổ biến của bệnh dịch hạch tương tự như viêm amiđan được phát hiện trong trường hợp tiếp xúc gần gũi của bệnh nhân với các dạng bệnh dịch hạch khác.

### Bệnh dịch hạch màng não
Hình thức bệnh dịch hạch xảy ra khi vi khuẩn vượt qua hàng rào máu-não, dẫn đến viêm màng não nhiễm trùng.

### Các hình thức lâm sàng khác
Có một vài biểu hiện hiếm hoi khác của bệnh dịch hạch, bao gồm bệnh dịch hạch không triệu chứng và bệnh dịch hạch. Nhiễm trùng da cam đôi khi dẫn đến nhiễm trùng da và mô mềm, thường quanh chỗ cắn của bọ chét.

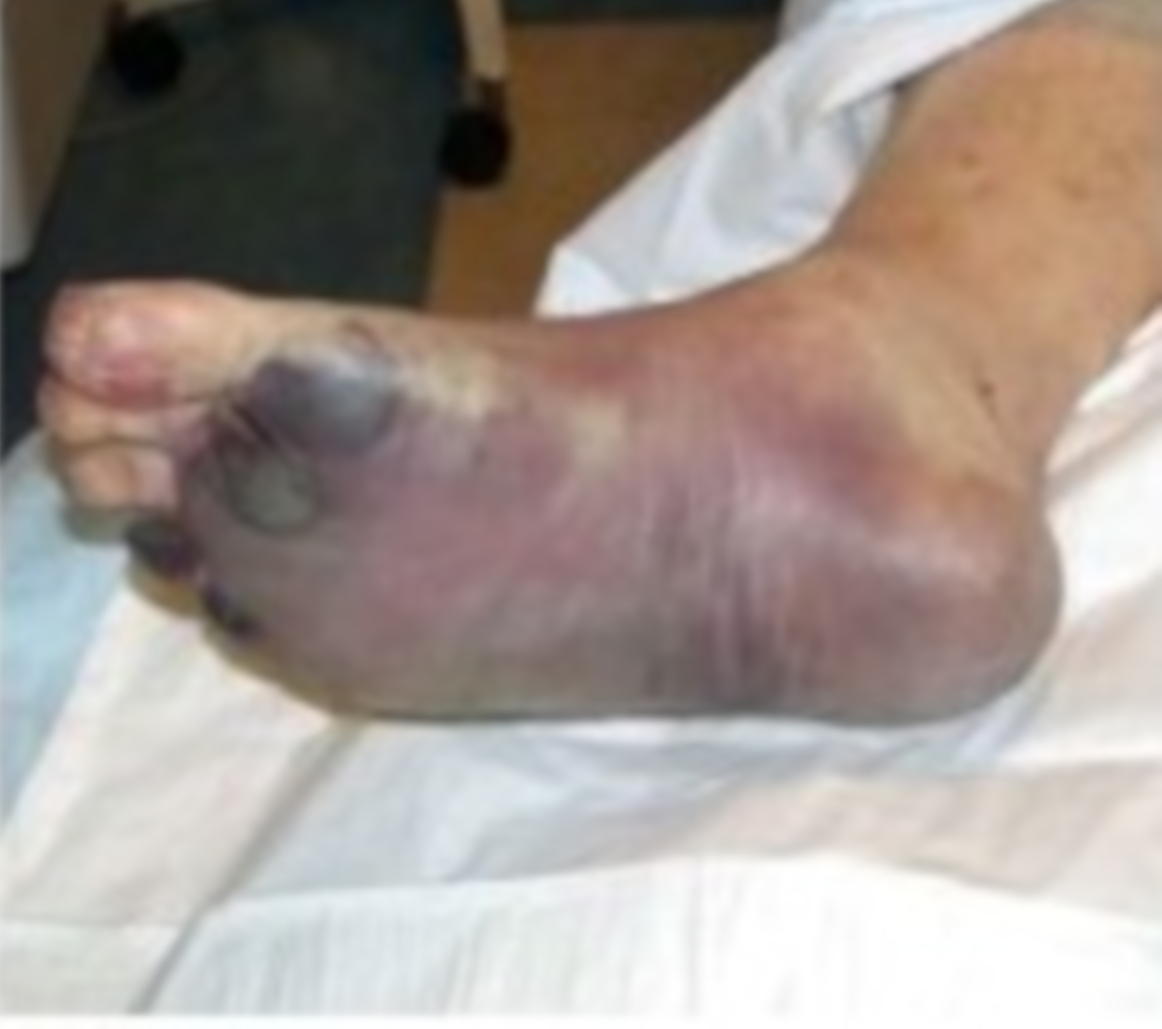
Chân người bị hoại tử

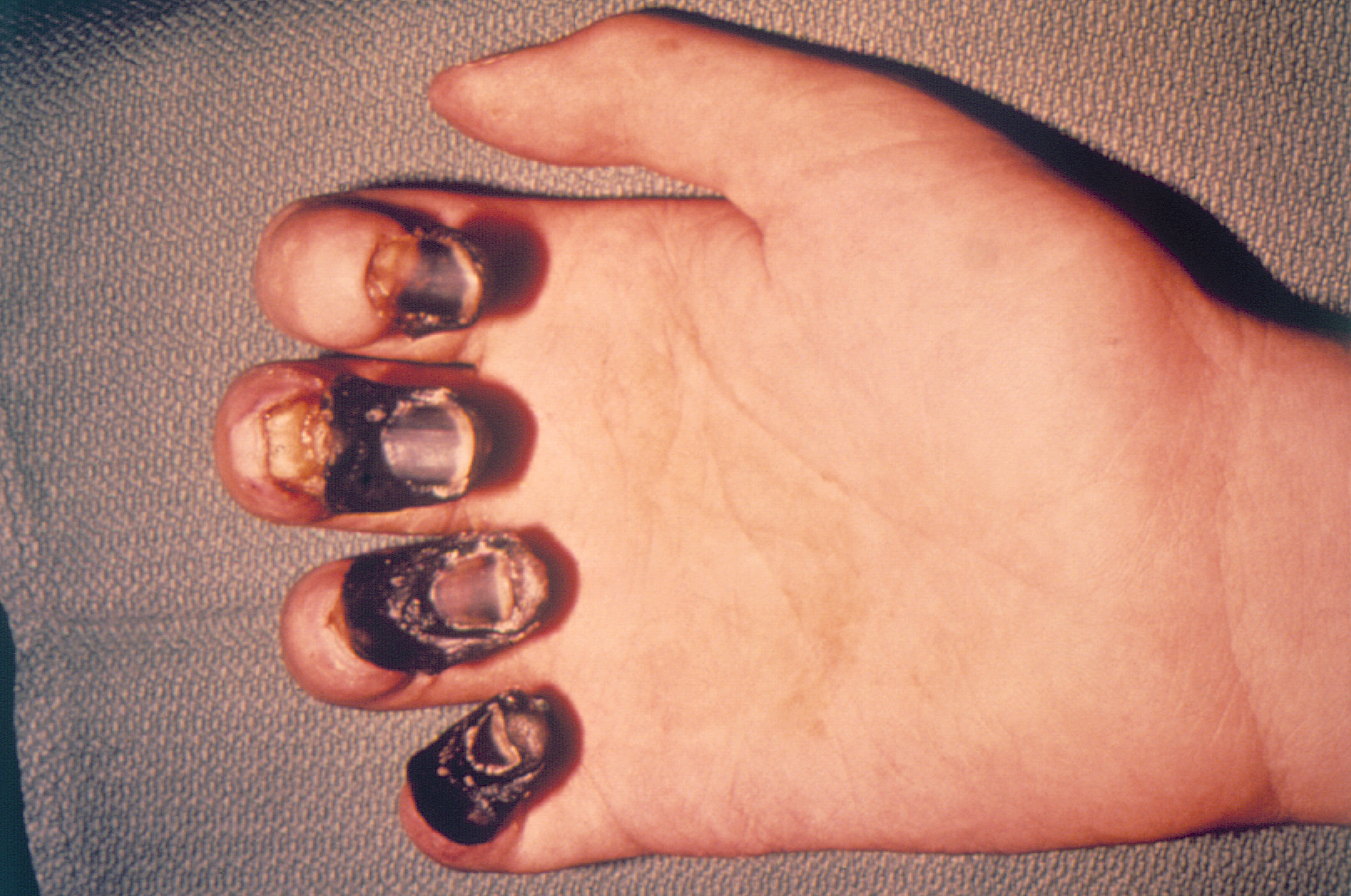
Tay người bệnh dịch hạch do bị hoại tử

## Phòng ngừa
Do bệnh dịch hạch ở hầu hết các nơi trên thế giới thì không cần chủng ngừa trừ những người có nguy cơ cao bị phơi nhiễm, cũng như đối với những người sống trong các khu vực có dịch hạch kinh niên, có nghĩa là nó xảy ra ở mức bình thường và có thể đoán trước ở quần thể và các khu vực, chẳng hạn như miền tây Hoa Kỳ. Nó thậm chí không được chỉ định cho hầu hết các du khách đến các quốc gia với các trường hợp được báo cáo gần đây đã được báo cáo, khi đó việc du lịch của họ sẽ được giới hạn ở khu vực thành thị với các khách sạn hiện đại. CDC chỉ đề nghị chủng ngừa cho: tất cả nhân viên phòng thí nghiệm và nhân viên hiện trường đang làm việc với các sinh vật Y. pestis kháng thuốc kháng sinh; người tham gia thử nghiệm aero với Y. pestis; và người tham gia vào các hoạt động thực địa tại các khu vực có dịch hạch thể ở nơi không thể tiếp xúc với phơi nhiễm (như một số khu vực thiên tai).Tổng quan có hệ thống của Tổ chức Cochrane đã không tìm ra chất lượng đủ để đưa ra bất kỳ tuyên bố nào về hiệu quả của văcxin. Waldemar Haffkine, một bác sĩ làm việc ở Bombay, Ấn Độ, là người đầu tiên phát minh ra và thử nghiệm một loại văcxin phòng bệnh dịch hạch vào năm 1897. Xem thêm: Vắc-xin bệnh dịch hạch.

## Điều trị
Nếu được chẩn đoán kịp thời, các dạng bệnh dịch hạch khác nhau thường đáp ứng cao với liệu pháp kháng sinh. Thuốc kháng sinh thường sử dụng là streptomycin, chloramphenicol và tetracycline. Trong số các loại thuốc kháng sinh thế hệ mới, gentamicin và doxycycline đã chứng minh hiệu quả trong điều trị đơn trị bệnh dịch hạch.
Gần đây xuất hiện các vi khuẩn bệnh dịch hạch có thể chịu được thuốc kháng sinh, và một lần nữa căn bệnh trở thành một mối đe dọa sức khỏe lớn. Một trường hợp có dạng vi khuẩn chống được thuốc kháng sinh đã được tìm thấy ở Madagascar vào năm 1995. Sự bùng phát thêm ở Madagascar được báo cáo vào tháng 11 năm 2014.

## Dịch tễ học

### 1994 dịch ở Surat, Ấn Độ
Bài chi tiết: Dịch bệnh dịch hạch ở Surat năm 1994
Năm 1994, có một dịch bệnh dịch hạch ở tỉnh Surat, Ấn Độ đã gây ra 52 ca tử vong và trong một cuộc di cư nội bộ rộng khoảng 300.000 người, người đã trốn chạy vì sợ kiểm dịch. Sự kết hợp của mưa gió lớn và các ống cống bị tắc nghẽn đã dẫn đến lũ lụt khổng lồ gây ra tình trạng mất vệ sinh và một số xác động vật chưa được xác định rõ ràng. Người ta tin rằng tình trạng này làm cho dịch này trở nên trầm trọng.
Có một nỗi lo sợ lan rộng rằng người dân ở khu vực này có thể lây lan sang các vùng khác của Ấn Độ và thế giới, nhưng giả thiết đó đã được bác bỏ, có lẽ là kết quả của sự đáp ứng y tế công cộng hiệu quả do các cơ quan y tế Ấn Độ. Một số nước, đặc biệt là các nước vùng Vịnh gần đó, đã thực hiện bước hủy bỏ một số chuyến bay và tạm dừng chuyến hàng từ Ấn Độ.
Giống như Cái chết đen lan rộng khắp châu Âu thời trung cổ, một số câu hỏi vẫn chưa được giải đáp về dịch bệnh 1994 ở Surat. Các câu hỏi ban đầu về việc đó là một dịch bệnh dịch hạch phát sinh vì các cơ quan y tế Ấn Độ không thể nuôi Yersinia pestis để nghiên cứu, nhưng điều này có thể là do các quy trình phòng thí nghiệm đang ở chất lượng kém. Tuy nhiên, một số bằng chứng cho thấy đó là một dịch bệnh dịch hạch: xét nghiệm máu cho Yersinia là dương tính, một số cá thể cho thấy các kháng thể chống lại Yersinia và các triệu chứng lâm sàng được hiển thị bởi những người bị ảnh hưởng đều phù hợp với bệnh dịch hạch.

### Các trường hợp khác hiện tại
- Vào ngày 31 tháng 8 năm 1984, các Trung tâm Kiểm soát và Phòng ngừa Bệnh đã báo cáo trường hợp bệnh dịch hạch ở Claremont, California. CDC tin rằng bệnh nhân, một bác sĩ thú y, đã mắc bệnh dịch hạch từ một con mèo hoang. Vì con mèo không có trong quá trình hoại tử nên điều này không thể khẳng định được.
- Từ năm 1995 đến năm 1998, hàng năm dịch bệnh dịch hạch đã được chứng kiến ở Mahajanga, Madagascar.

Trong năm 1995, dịch hạch đã được khẳng định tại Hoa Kỳ từ 9 tiểu bang miền tây. Hiện nay, 5 đến 15 người ở Hoa Kỳ được ước tính bắt bệnh mỗi năm - thường là ở các tiểu bang phương tây. Vật lây truyền bệnh được cho là con chuột. Ở Mỹ, khoảng một nửa số ca tử vong do dịch hạch kể từ năm 1970 xảy ra ở bang New Mexico. 
- Tháng 2 năm 2002, một đợt dịch hạch nhỏ xảy ra ở quận Shimla thuộc bang Himachal Pradesh, miền bắc Ấn Độ.
- Vào tháng 11 năm 2002, một cặp vợ chồng ở bang New Mexico, Mỹ đã mắc bệnh dịch hạch khi đang đi thăm New York sau khi bị các con bọ chét nhiễm bệnh ở nhà. Cả hai đều được điều trị bằng thuốc kháng sinh, nhưng người chồng đã phát triển bệnh dịch hạch thể hoại tử ở hai chân dưới đầu gối. Sau khi hôn mê kéo dài 3 tháng, bệnh nhân vẫn sống sót.
- Vào ngày 19 tháng 4 năm 2006, CNN News và những người khác báo cáo trường hợp bệnh dịch ở Los Angeles, California, trường hợp đầu tiên được báo cáo tại thành phố này từ năm 1984.
- Vào tháng năm 2006, KSL Newsradio báo cáo một trường hợp bệnh dịch hạch được tìm thấy trong chuột đồng chết và sóc tại Cầu Đài tưởng niệm Quốc gia, cách khoảng 40 dặm (64 km) về phía tây thành phố Blanding ở San Juan County, Utah.
- Tháng 5 năm 2006, các phương tiện truyền thông của bang Arizona đã báo cáo một trường hợp dịch hạch tìm thấy trong một con mèo.
- Tháng 6 năm 2006, một trăm người chết do bệnh dịch hạch gây ra đã được báo cáo ở quận Ituri thuộc Cộng hòa Dân chủ Congo. Việc kiểm soát dịch bệnh rất khó khăn do xung đột đang diễn ra ở Cộng hòa Dân Chủ Congo.

Theo báo cáo tháng 9 năm 2006, ba con chuột bị nhiễm trùng Yersinia pestis dường như đã biến mất khỏi phòng thí nghiệm của Viện Nghiên cứu Y tế Công Cộng, nằm trong khuôn viên trường Đại học Y khoa và Nha khoa New Jersey, nơi tiến hành nghiên cứu chống khủng bố sinh học cho chính phủ Hoa Kỳ.
- Vào ngày 16 tháng 5 năm 2007, một chú khỉ mũ trùm đầu 8 tuổi ở vườn thú Denver đã chết vì bệnh dịch hạch. Năm con sóc và một con thỏ cũng được tìm thấy đã chết trong vườn sở thú và được kiểm tra dương tính với căn bệnh này.
- Vào ngày 5 tháng 6 năm 2007 tại Torrance, New Mexico, một phụ nữ 58 tuổi bị bệnh dịch hạch.
- Vào ngày 2 tháng 11 năm 2007, Eric York, một nhà sinh vật học động vật hoang dã 37 tuổi thuộc Chương trình Bảo tồn Chim Mèo của Tổ chức Bảo tồn Gia đình và Quỹ Bảo tồn Felidae, đã chết ở nhà tại Vườn Quốc gia Grand Canyon. Vào ngày 27 tháng 10, York đã nghi ngờ một con sư tử núi có thể đã chết vì bệnh này và ba ngày sau đó York đã phàn nàn về các triệu chứng giống như cúm và mệt mỏi. Ông đã được điều trị tại một phòng khám địa phương nhưng không được chẩn đoán mắc bệnh nặng. Phát hiện ra cái chết của ông ta gây ra một sự sợ hãi về sức khoẻ, với các quan chức tuyên bố ông có thể đã chết vì bệnh dịch hantavirus và 49 người tiếp xúc với York đã được điều trị kháng sinh mạnh. Không ai trong số họ bị ốm. Kết quả khám nghiệm tử thi phát hành vào ngày 9 tháng 11, khẳng định sự có mặt của Y. pestis trong cơ thể, xác nhận bệnh dịch hạch là nguyên nhân tử vong.
- Vào tháng 1 năm 2008, ít nhất 18 người đã chết vì bệnh dịch hạch ở Madagascar.
- Vào ngày 16 tháng 6 năm 2009, các nhà chức trách Libya đã báo cáo một ổ dịch hạch ở Tobruk, Libya. 16-18 ca bệnh được báo cáo, trong đó có 1 ca tử vong.
- Vào ngày 2 tháng 8 năm 2009, các nhà chức trách Trung Quốc đã kiểm dịch thành phố Ziketan, huyện Xinghai thuộc quận tự trị Tây Tạng Hải Nam, tỉnh Thanh Hải (tây bắc Trung Quốc) sau khi dịch hạch gây ra bệnh viêm phổi. Khi viết bài này, ba người đã chết và mười người nữa đang ốm, đang được điều trị tại bệnh viện.
- Vào ngày 13 tháng 9 năm 2009, Tiến sĩ Malcolm Casadaban qua đời sau một lần phơi nhiễm phòng thí nghiệm ngẫu nhiên với một dòng virus suy yếu. Điều này là do bệnh hemochromatosis di truyền thừa của ông (tình trạng thừa sắt). Ông là Phó Giáo sư về Di truyền học phân tử và Tế bào Sinh học và Sinh học Vi khuẩn tại Đại học Chicago.
- Vào ngày 1 tháng 7 năm 2010, có 8 trường hợp dịch hạch Bubonic được báo cáo ở người ở Quận Chicama, Peru. Một người đàn ông 32 tuổi bị ảnh hưởng, cũng như ba chàng trai và bốn cô gái tuổi từ 8 đến 14. 425 ngôi nhà đã được khử trùng và 1210 con lợn guinea, 232 con chó, 128 con mèo và 73 con thỏ đã được điều trị chống lại bọ chét trong một nỗ lực để ngăn chặn dịch.
- Vào ngày 3 tháng 5 năm 2012, một con sóc đất bị mắc kẹt trong quá trình thử nghiệm thường lệ tại một khu cắm trại nổi tiếng trên núi Palomar ở quận San Diego, bang California, Mỹ. Con sóc được xét nghiệm dương tính với vi khuẩn bệnh dịch hạch.
- Vào ngày 2 tháng 6 năm 2012, một người đàn ông ở Crook County, Oregon, cố gắng giải cứu một con mèo bị nghẹn một con chuột, người này bị cắn và bị nhiễm bệnh dịch hạch. [51]
- Vào ngày 16 tháng 7 năm 2013, một chú sóc bị mắc kẹt ở Khu cắm trại Table Mountain của Khu rừng Quốc gia ở Angeles được kiểm tra dương tính với bệnh dịch hạch, thúc đẩy một lời khuyên về sức khoẻ và đóng cửa khu cắm trại, trong khi các nhà điều tra đã thử nghiệm những con sóc khác và quét bụi trên khu vực cho những con bọ chét nhiễm bệnh. [52]
- Vào ngày 26 tháng 8 năm 2013, Temir Isakunov (một thiếu niên) đã chết vì bệnh dịch hạch ở phía bắc Kyrgyzstan.

Tháng 12 năm 2013 báo cáo dịch bệnh dịch hạch ở 5 trong số 112 huyện của Madagascar, được cho là do các đám cháy lớn khiến chuột nhốt vào các thị trấn.
- Vào ngày 13 tháng 7 năm 2014, một người đàn ông Colorado được chẩn đoán mắc bệnh viêm phổi.
- Vào ngày 22 tháng 7 năm 2014, thành phố Yumen, Trung Quốc bị phong toả và 151 người bị cách ly sau khi một người đàn ông chết vì bệnh dịch hạch.
- Vào ngày 21 tháng 11 năm 2014, Tổ chức Y tế Thế giới đã báo cáo rằng đã có 40 người chết và 80 người khác bị nhiễm trên đảo Madagascar, với vụ tai nạn đầu tiên được biết đến vào cuối tháng 8 năm 2014.

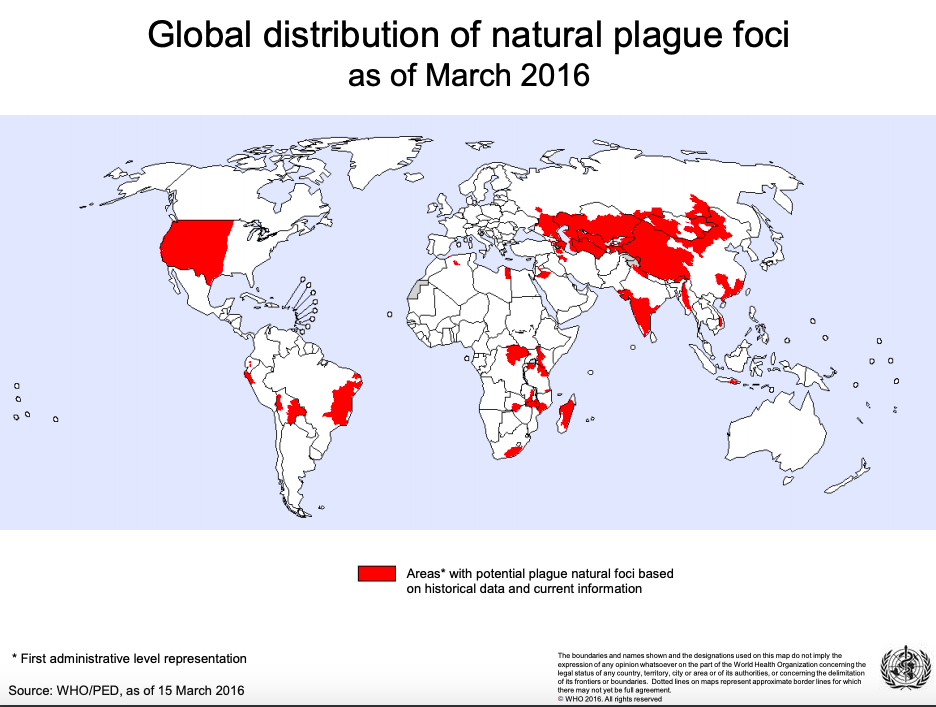
Bản đồ phân bố toàn cầu của các ổ dịch hạch tự nhiên tính đến tháng 3 năm 2016

- Vào ngày 22 tháng 5 năm 2015 của Idaho Sở Y tế và Phúc lợi báo cáo tìm bệnh dịch hạch ở sóc đất chết trong 24 nơi ở phía nam Boise trong một khu vực gần tròn khoảng 45 dặm (72 km) trên. Vào ngày 27 tháng 5 năm 2016, Bộ đã báo cáo thêm nhiều con sóc sống trên đất liền chết vì bệnh dịch hạch ở cùng khu vực. [60] Vào tháng 12, sáu con mèo - năm con ở vùng Boise, ở phía tây nam Idaho, và một ở phía Đông Nam của tiểu bang - bị phát hiện có bệnh dịch hạch. Bốn trong số các con mèo chết; hai người còn lại được điều trị bằng kháng sinh. Không có trường hợp nào được báo cáo ở người. Các cơ quan y tế đang cảnh báo mọi người tránh xa khu vực bị ảnh hưởng và đưa ra lời khuyên về phòng ngừa lây nhiễm ở người và vật nuôi.
- Tại New Mexico, bốn người được chẩn đoán mắc dịch hạch vào năm 2015; một người chết. Năm 2016, bốn người khác được chẩn đoán và tất cả đều được điều trị thành công. Theo Paul Ettestad thuộc sở y tế công cộng New Mexico, ba loài khác được chẩn đoán vào cuối tháng 6 năm 2017. Thực vật như cây pinyon và cây bách xù được cho là hỗ trợ cho động vật gặm nhấm như con chó đồng cỏ và sóc đá, cùng với bọ chét của chúng. Cũng vậy, vật nuôi có thể mang lại bọ chét khỏi loài gặm nhấm chết, ông nói. CDC chỉ ra rằng trong thế kỷ qua, bệnh dịch hạch ở Hoa Kỳ đã phổ biến nhất ở các khu vực phía bắc New Mexico, tây bắc Arizona và miền nam Colorado.

## Lịch sử
Thông tin thêm: Lịch trình bệnh dịch hạch

### Cổ xưa
Cấu trúc gen của Y. pestis đã được phát hiện trong các mẫu khảo cổ của răng của bảy người thời đại đồ đồng từ 5.000 năm trước (3.000 TCN), trong nền văn hoá Afanasievo ở Siberia, văn hóa Corded Ware ở Estonia, văn hóa Sintashta ở Nga, Unetice văn hoá Ba Lan và nền văn hoá Andronovo ở Siberia.
Y. pestis đã tồn tại ở lục địa Á - Âu trong Thời đại đồ đồng. Ước tính tuổi của tổ tiên gần đây nhất của tất cả các chủng Y. pestis ước tính là 5.783 năm trước đây. Chất độc chuột Yersinia (ymt) cho phép vi khuẩn lây nhiễm từ bọ chét, sau đó có thể truyền bệnh dịch hạch. Các phiên bản tổ tiên của Y. pestis không có gen ymt, nó chỉ được phát hiện trong một mẫu vật được định cỡ 951 TCN. Các ghi chép từ thời Amarna và Mursili II đã mô tả sự bùng phát của một căn bệnh ở nước Hittites, mặc dù một số nguồn hiện đại nói nó có thể là bệnh sốt do thỏ. Sách đầu tiên của Samuel mô tả một vụ dịch có thể xảy ra ở Philistia, và bản Septuagint nói nó là do "sự tàn phá của chuột".
Trong năm thứ hai của cuộc chiến Peloponnesian (430 TCN), Thucydides đã mô tả một căn bệnh dịch được bắt đầu ở Ethiopia, lan qua Ai Cập và Libya, sau đó đến thế giới Hy Lạp. Trong bệnh dịch thành Athens, thành phố này đã mất khoảng 1/3 dân số, bao gồm cả Pericles. Các sử gia hiện đại không đồng ý về việc liệu bệnh dịch hạch có là một yếu tố quan trọng trong việc Athen thất bại trong cuộc chiến tranh này. Mặc dù bệnh dịch này từ lâu đã được coi là do dịch hạch, nhiều học giả hiện đại tin rằng bệnh sốt thương hàn, bệnh đậu mùa hay bệnh sởi có thể phù hợp hơn với những mô tả còn sót lại. Một nghiên cứu gần đây về DNA tìm thấy trong bột giấy nha khoa của các nạn nhân bị bệnh dịch cho thấy thương hàn đã thực sự có trách nhiệm.
Vào thế kỷ thứ nhất, Rufus ở Ephesus, một nhà giải phẫu học người Hy Lạp, đề cập đến một vụ bùng phát dịch hạch ở Libya, Ai Cập và Syria. Ông ghi nhận các bác sĩ của Alexandria tên là Dioscorides và Posidonius mô tả các triệu chứng bao gồm sốt cấp tính, đau, kích động, và mê sảng. Vết sưng tấy lớn, cứng - phát triển phía sau đầu gối, xung quanh khuỷu tay, và "ở những nơi bình thường". Số người chết vì những người bị nhiễm bệnh rất cao. Rufus cũng viết rằng những vết sưng tấy tương tự đã được báo cáo bởi một Dionysius Curtus, người có thể đã thực hành y học ở Alexandria vào thế kỷ thứ ba trước Công nguyên. Nếu điều này là chính xác, thế giới Địa Trung Hải phía Đông có lẽ đã quen thuộc với bệnh dịch hạch ở giai đoạn sớm.
Vào thế kỷ thứ hai, bệnh dịch Antonine, được đặt tên theo tên gia đình của hoàng đế La Mã Marcus Aurelius và Antoninus, và còn được gọi là bệnh dịch hạch của Galen, tên vị bác sĩ đã ghi lại thông tin về căn bệnh này, thực ra có thể là bệnh đậu mùa. Galen đã ở Rôma khi nó xảy ra vào năm 166 sau Công Nguyên, và cũng có mặt vào mùa đông 168-169 trong một vụ bùng phát dịch bệnh giữa các doanh trại quân đội đóng tại Aquileia. Ông đã có kinh nghiệm về bệnh dịch, và đã đề cập đến nó rất dài, và mô tả các triệu chứng và điều trị của ông về nó. Thật không may, tài liệu tham khảo của ông là rải rác và ngắn gọn. Theo Barthold Georg Niebuhr, "bệnh dịch này phải có sức tàn phá đáng kinh ngạc, nó đã lôi đi vô số nạn nhân. Thế giới cổ đại không bao giờ hồi phục sau cơn bùng phát bệnh dịch mà nó viếng thăm dưới thời trị vì của M. Aurelius". Tỉ lệ tử vong của bệnh dịch hạch là 70-80%; sự bùng phát vào các năm 165 - 168 có lẽ đã gây ra khoảng 3,5 đến 5 triệu người chết. Otto Seek tin rằng hơn một nửa số dân cư của đế chế La Mã đã thiệt mạng. JF Gilliam tin rằng bệnh dịch Antonine có thể gây tử vong nhiều hơn bất kỳ bệnh dịch nào khác trong đế chế trước giữa thế kỷ thứ 3.

### Các vụ dịch bệnh trung cổ và hậu trung cổ
Các ổ dịch địa phương của dịch hạch được chia thành 3 đại dịch bệnh dịch, trong đó ngày bắt đầu và ngày kết thúc tương tự với nhau và sự phân bố của một số đợt dịch cho cả hai đại dịch vẫn đang được thảo luận. Theo Joseph P. Byrne từ Đại học Belmont, các đại dịch là:
- đại dịch bệnh dịch đầu tiên từ 541 đến 750, lan rộng từ Ai Cập đến Địa Trung Hải (bắt đầu với bệnh dịch Justinian) và Tây Bắc Châu Âu.
- đại dịch bệnh dịch thứ hai từ 1345 đến 1840, lan rộng từ Trung Á đến Địa Trung Hải và châu Âu (bắt đầu với Cái Chết Đen), và có lẽ cũng lan đến Trung Quốc.
- đại dịch dịch hạch thứ ba từ năm 1866 đến những năm 1960, lan rộng từ Trung Quốc đến các nơi khác trên thế giới, đặc biệt là Ấn Độ và Bờ Tây Hoa Kỳ.

Tuy nhiên, cái chết Đen cuối thời đôi khi không phải là bắt đầu từ lần thứ hai, nhưng là khi kết thúc đại dịch đầu tiên - trong trường hợp đó, đại dịch thứ hai bắt đầu là 1361; cũng thay đổi ngày kết thúc của đại dịch thứ hai, ví dụ như 1890 thay vì 1840.

### Đại dịch đầu tiên: Đầu Trung Cổ
Bài chi tiết: Bệnh dịch Justinian
Bệnh dịch Justinian trong năm 541-542 là vụ tấn công đầu tiên được biết đến, và đánh dấu mô hình ghi nhận mạnh mẽ đầu tiên của bệnh dịch hạch. Bệnh này được cho là có nguồn gốc ở Trung Quốc. Sau đó nó lan sang Bắc Phi, là nơi mà thành phố lớn Constantinople nhập khẩu một khối lượng ngũ cốc lớn, chủ yếu từ Ai Cập, để nuôi sống công dân của mình. Các tàu chở ngũ cốc là nguồn lây nhiễm cho thành phố, với các kho lương thực khổng lồ nuôi dưỡng chuột và bọ chét. Vào thời đỉnh điểm, Procopius nói rằng bệnh dịch hạch đã giết chết 10.000 người ở Constantinople mỗi ngày. Con số thực có nhiều khả năng gần 5.000 một ngày. Bệnh dịch hạch cuối cùng giết chết có lẽ là 40% dân cư của thành phố, và sau đó tiếp tục giết chết tới 1/4 dân số ở phía đông Địa Trung Hải.
Vào năm 588, một làn sóng dịch bệnh lớn thứ hai lan rộng khắp Địa Trung Hải, lan sang cả vùng là nước Pháp hiện nay. Ước tính rằng bệnh dịch hạch thời Justinian đã giết chết khoảng 100 triệu người trên toàn thế giới. Nó làm cho dân số châu Âu giảm khoảng 50% giữa 541 và 700. Nó cũng có thể đã góp phần vào thành công của các cuộc chinh phục của người Hồi giáo Ả Rập. Sự bùng nổ của nó vào năm 560 được mô tả trong năm 790 như là nguyên nhân gây ra "sưng phồng trong các tuyến... giống như một quả hạch ở háng và ở những nơi khác, theo sau là một cơn sốt không thể chịu nổi". Mặc dù sự bùng phát trong mô tả này đã được một số người xác định là vết sưng tấy do dịch hạch, vẫn có một số tranh cãi về việc liệu đại dịch này có phải là do bệnh dịch hạch, Yersinia pestis, được biết đến trong thời hiện đại.

### Cái Chết Đen

Bản đồ về sự lây lan dịch Cái chết đen

Vào đầu thế kỷ 20, theo nhận dạng của Yersin và Kitasato về vi khuẩn bệnh dịch hạch đã gây ra bệnh dịch hạch cuối năm 19 và đầu thế kỷ 20 (Đại dịch lần thứ ba), hầu hết các nhà khoa học và sử gia tin rằng Cái chết Đen chính là bệnh dịch hạch, với sự hiện diện mạnh mẽ của nhiều loại bệnh viêm phổi và nhiễm khuẩn lây truyền, tăng tốc độ lây lan, lan rộng bệnh sâu vào trong đất liền của lục địa. Một số nhà nghiên cứu hiện đại đã lập luận rằng bệnh này có nhiều khả năng liên quan đến virus hơn, chỉ ra sự vô can của những con chuột ở một số khu vực ở Châu Âu bị ảnh hưởng nặng và sự tin chắc của người dân vào thời điểm đó căn bệnh đã lây lan qua tiếp xúc trực tiếp của con người. Theo các báo cáo đương thời về Cái chết Đen, nó đã cực kỳ nguy hiểm, không giống như dịch bệnh Henny vào đầu thế kỷ 19 và đầu thế kỷ 20. Samuel K. Cohn đã có một nỗ lực toàn diện để bác bỏ lý thuyết bệnh dịch hạch.
Các nhà nghiên cứu đã đưa ra một mô hình toán học dựa trên sự thay đổi nhân khẩu học của châu Âu từ năm 1000 đến năm 1800 cho thấy dịch bệnh dịch hạch từ năm 1347 đến năm 1670 có thể đã tạo ra áp lực tuyển chọn tăng tần suất đột biến lên mức hiện nay, HIV xâm nhập vào các đại thực bào và các tế bào T CD4 + mang đột biến (tần số trung bình của allele này là 10% ở các nước châu Âu). Người ta gợi ý rằng đột biến đơn đầu tiên đã xuất hiện cách đây hơn 2.500 năm và dịch bệnh sốt xuất huyết liên tục xảy ra ở các nền văn minh cổ đại thời kỳ đầu.

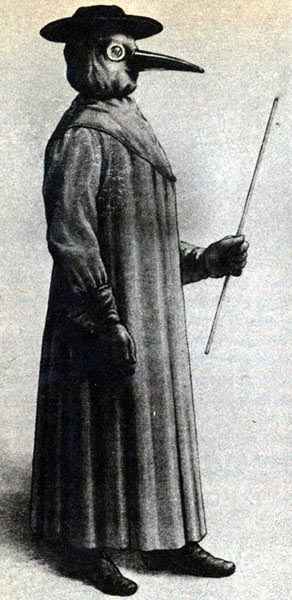
Tranh vẽ bộ đồ bác sĩ thời bùng dịch hạch

Tuy nhiên, có bằng chứng cho thấy hai loại clades chưa biết trước đó (chủng biến thể) của Y. pestis chịu trách nhiệm về Tử vong Đen. Nhóm nghiên cứu đa quốc gia đã thực hiện các cuộc điều tra mới sử dụng cả các phân tích DNA cổ đại và phát hiện protein cụ thể để tìm các DNA và các protein đặc trưng cho Y. pestis trong bộ xương người từ những ngôi mộ tập thể được phân bố rộng rãi ở miền bắc, trung và nam châu Âu có liên quan đến khảo cổ học với cái chết Đen với sự hồi sinh sau đó. Các tác giả kết luận rằng nghiên cứu này, cùng với các phân tích trước đây từ phía nam của Pháp và Đức, "... kết thúc cuộc tranh luận về căn nguyên của Cái Chết Đen, và rõ ràng chứng minh rằng vi khuẩn Y. pestis là tác nhân gây ra dịch bệnh dịch hạch đã tàn phá châu Âu trong thời Trung Cổ".
Nghiên cứu cũng xác định hai dòng virus Y. pestis chưa từng biết đến nhưng liên quan đến những ngôi mộ tập thể khác biệt thời trung cổ. Chúng được tìm thấy là tổ tiên của các dòng phân lập hiện đại của các chủng Y. pestis 'Orientalis' và 'Medievalis' hiện nay, cho thấy các chủng biến thể này (hiện đang bị tuyệt chủng) có thể đã tiến vào châu Âu theo hai đợt. Các cuộc khảo sát về hố ô nhiễm vẫn còn ở Pháp và Anh cho thấy phiên bản đầu tiên được đưa vào châu Âu qua cảng Marseille vào khoảng tháng 11 năm 1347 và lan rộng khắp Pháp trong hai năm tới, cuối cùng đến Anh vào mùa xuân năm 1349, nơi nó lan rộng khắp đất nước với ba dịch liên tiếp.

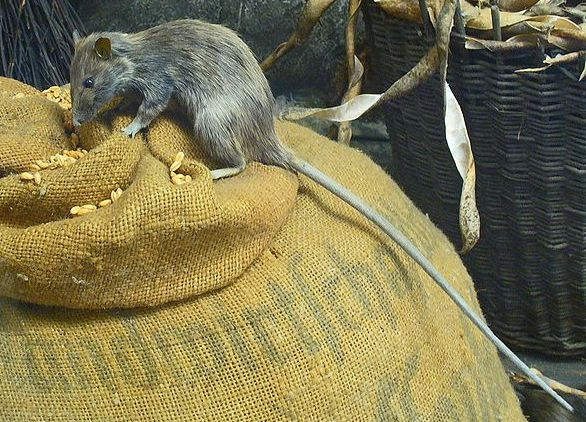
Chuột mèo

### Đại dịch thứ ba: thế kỷ 19 và 20
Đại dịch thứ ba bắt đầu ở tỉnh Vân Nam của Trung Quốc vào năm 1855, lây lan bệnh dịch sang tất cả các lục địa có người ở và cuối cùng giết chết hơn 12 triệu người ở Ấn Độ và Trung Quốc. Các mô hình thương vong cho thấy sóng của đại dịch này có thể đến từ hai nguồn khác nhau. Người thứ nhất chủ yếu là bị sưng tấy sau đó mang đi vòng quanh thế giới thông qua thương mại đường biển, vận chuyển người nhiễm bệnh, chuột và hàng chở chôm chôm. Thứ hai, dòng virut độc hại hơn chủ yếu là viêm phổi, có sự lây nhiễm từ người sang người. Sự căng thẳng này chủ yếu tập trung ở Mãn Châu và Mông Cổ. Các nhà nghiên cứu trong suốt "đại dịch thứ ba" đã xác định được các phương hướng dịch hạch và vi khuẩn bệnh dịch hạch (xem ở trên), dẫn tới các phương pháp điều trị hiện đại.
Bệnh dịch hạch đã xảy ra ở Nga vào năm 1877-1889 ở vùng nông thôn gần dãy núi Ural và biển Caspian. Các nỗ lực vệ sinh và cách ly bệnh nhân làm giảm sự lây lan của bệnh, với khoảng 420 người tử vong trong khu vực. Đáng chú ý là khu vực Vetlianka trong khu vực này gần quần thể chuột rút bobak, một loài gặm nhấm nhỏ được xem là một hồ chứa dịch bệnh nguy hiểm. Dịch hạch quan trọng cuối cùng của Nga đã xảy ra tại Siberia vào năm 1910 sau khi nhu cầu về vỏ sò (thay thế cho sable) đã làm tăng 400% giá trị. Các thợ săn truyền thống sẽ không săn mồi mệt mỏi và điều cấm không cho ăn chất béo từ dưới cánh tay (tuyến bạch huyết ở nách thường có chứa bệnh dịch hạch) do đó sự bùng phát có xu hướng bị giới hạn ở những người đơn lẻ. Tuy nhiên, sự gia tăng giá này đã thu hút hàng nghìn thợ săn Trung Quốc từ Mãn Châu không chỉ bắt được những con vật bệnh tật mà còn ăn mỡ, được coi là món ăn tinh khiết. Bệnh dịch hạch lan rộng từ các khu vực săn bắn đến trạm cuối của Tuyến đường sắt phía Đông Trung Quốc và sau đó đi theo tuyến đường dài 2.700 km. Bệnh dịch kéo dài 7 tháng và giết chết 60.000 người. Các bệnh dịch hạch bốc cháy tiếp tục lưu thông qua các cảng khác nhau trên toàn cầu trong năm mươi năm tới; tuy nhiên nó chủ yếu được tìm thấy ở Đông Nam Á.
Một đợt dịch ở Hồng Kông vào năm 1894 có tỷ lệ tử vong đặc biệt cao, 90%. Cuối năm 1897, các cơ quan y tế ở các cường quốc châu Âu đã tổ chức một cuộc hội nghị ở Venice, tìm cách để ngăn ngừa bệnh dịch hạch ra khỏi châu Âu. Bệnh dịch đã lan tới lãnh thổ của Hawaii vào tháng 12 năm 1899, và quyết định của Hội đồng thẩm định về sức khỏe tiến hành kiểm soát các tòa nhà được chọn tại khu phố Tàu của Honolulu đã biến thành một ngọn lửa không kiểm soát dẫn đến đến sự đốt cháy vô ý của hầu hết các khu phố Tàu vào ngày 20 tháng 1 năm 1900. Ngay sau đó, bệnh dịch hạch đến lục địa Hoa Kỳ, bắt đầu bệnh dịch ở San Francisco vào năm 1900-1904. Dịch bệnh đã tồn tại ở Hawaii trên các hòn đảo bên ngoài của Maui và Hawaii (The Big Island) cho đến khi nó được loại bỏ hoàn toàn vào năm 1959.
Mặc dù sự bùng phát bắt đầu ở Trung Quốc vào năm 1855 thường được gọi là đại dịch thứ ba (xem ở trên), vẫn chưa rõ ràng là có ít hơn hoặc nhiều hơn ba vụ bùng phát bệnh dịch hạch. Hầu hết các bệnh dịch hạch đang lan rộng hiện đại ở người đã đứng trước một tỷ lệ tử vong đáng chú ý ở chuột, tuy nhiên hiện tượng này không có trong mô tả về một số bệnh dịch sớm nhất, đặc biệt là Tử vong đen. Bong bóng, hoặc sưng ở háng, đặc biệt đặc trưng của bệnh dịch hạch, cũng là một đặc tính của các bệnh khác. Nghiên cứu của một nhóm các nhà sinh học từ Viện Pasteur ở Paris và Đại học Johannes Gutenberg ở Mainz, Đức bằng cách phân tích DNA và protein từ các hố bệnh dịch đã được công bố vào tháng 10 năm 2010, cho thấy rằng tất cả 'ba trận dịch chính' ít nhất là từ hai dòng virut Yersinia pestis chưa được biết đến và có nguồn gốc từ Trung Quốc. Một nhóm các nhà di truyền học y khoa do Mark Achtman thuộc trường đại học Cork Cork đã tái tạo lại họ vi khuẩn và kết luận trên tạp chí Nature Genetics số ngày 31 tháng 10 năm 2010 rằng cả ba làn sóng dịch bệnh lan truyền từ Trung Quốc.

## Vũ khí sinh học
Bệnh dịch hạch có một lịch sử lâu dài như một vũ khí sinh học. Các tài liệu lịch sử từ Trung Quốc cổ đại và Trung Âu thời Trung cổ đã mô tả chi tiết việc sử dụng các xác động vật nhiễm bệnh như bò hay ngựa và xác người, do quân Hung Nô/Huns, Mông Cổ, Thổ Nhĩ Kỳ và các nhóm khác nhằm gây ô nhiễm nguồn nước của đối phương. Tướng quân nhà Hán là Hoắc Khứ Bệnh được ghi lại là đã chết vì bị ô nhiễm như vậy trong khi tham gia vào cuộc chiến chống lại Hung Nô. Xác những nạn nhân của bệnh dịch hạch cũng được báo cáo là đã bị phóng từ máy bắn đá vào các thành phố bị bao vây, nhằm làm lây nhiễm bệnh cho người trong thành phố.
Năm 1347, người Genova nắm giữ Caffa, một trung tâm thương mại lớn trên bán đảo Crimea, bị bao vây bởi một đội quân của các chiến binh Mông Cổ của Hãn quốc Kim Trướng dưới sự chỉ huy của Janibeg. Sau một cuộc bao vây kéo dài, trong đó quân đội Mông Cổ đang bị bệnh dịch, họ quyết định sử dụng các xác chết bị nhiễm bệnh làm vũ khí sinh học. Xác chết được phóng lên trên các bức tường thành phố, lây nhiễm cho người dân. Các thương gia Genova đã chạy trốn, làm lây lan bệnh dịch hạch (Cái Chết Đen) qua các con tàu của họ vào phía nam châu Âu, từ đó căn bệnh lây lan nhanh chóng.
Trong Thế chiến II, quân đội Nhật Bản đã phát triển dịch hạch vũ khí, dựa trên sự sinh sản và giải phóng một số lượng lớn bọ chét. Trong thời Nhật chiếm đóng Mãn Châu, đơn vị 731 đã cố ý gây nhiễm các thường dân và tù binh Trung Quốc, Hàn Quốc và Mãn Châu cùng với vi khuẩn bệnh dịch hạch. Những người này, được gọi là "maruta", hay "khúc gỗ", sau đó được nghiên cứu bằng cách mổ xẻ, những người khác bằng cách quan sát triệu chứng trong khi vẫn tỉnh táo. Các thành viên của đơn vị như Shiro Ishii đã được Douglas MacArthur miễn tội từ tòa án Tokyo, nhưng 12 người trong số họ đã bị truy tố trong vụ Kharabovsk vào năm 1949, trong đó có một số người thừa nhận đã phát tán bệnh dịch hạch trong vòng bán kính 36 km quanh thành phố Thường Đức. Ishii đã cải tiến bom có chứa chuột và bọ chét sống, với trọng tải rất nhỏ, để phân phát các vi khuẩn bằng vũ khí, vượt qua được vấn đề của chất nổ giết chết động vật và côn trùng bị nhiễm bệnh bằng cách sử dụng một vật thuộc gốm hơn là kim loại, vỏ bọc cho đầu đạn. Trong khi không có hồ sơ tồn tại về việc sử dụng thực tế của nó, nguyên mẫu tồn tại và được cho là đã được sử dụng trong các thí nghiệm trong Thế chiến II.
Sau Thế chiến II, cả Hoa Kỳ và Liên bang Xô viết đã phát triển phương tiện vũ khí mang mầm bệnh dịch hạch. Các thí nghiệm bao gồm các phương pháp phân phối khác nhau, sấy chân không, định cỡ vi khuẩn, phát triển các dòng kháng kháng sinh, kết hợp vi khuẩn với các bệnh khác (như bạch hầu) và kỹ thuật di truyền. Các nhà khoa học làm việc trong các chương trình vũ khí sinh học của Liên Xô đã tuyên bố rằng nỗ lực của Liên Xô là rất đáng gờm và các kho vũ khí sinh học đã được sản xuất. Thông tin về nhiều dự án của Liên Xô hầu như không có. Tuy nhiên, không có dấu hiệu cho thấy Liên Xô đã từng sử dụng chúng.
Tháng 9 năm 1952, Ủy ban Khoa học Quốc tế về điều tra các sự kiện về chiến tranh vi khuẩn ở Triều Tiên và Trung Quốc (ISC) đã đưa ra một báo cáo cho thấy Mỹ đã tiến hành chiến tranh sinh học trong chiến tranh Triều Tiên. Một báo cáo công bố vào tháng 2 năm 2018 đề cập đến việc Hoa Kỳ đã sử dụng vũ khí sinh học đối với thường dân Triều Tiên. Máy bay Hoa Kỳ đã thả những con bọ chét nhiễm mầm bệnh dịch hạch vào Bắc Triều Tiên vào tháng 2 năm 1952. Kể từ đầu năm 1952, nhiều ổ bệnh dịch hạch đã xuất hiện ở Bắc Triều Tiên. Ví dụ như làng Bal-Nam-Ri bắt đầu xảy ra nạn dịch hạch vào ngày 25/2/1952, trong số 600 người trong làng, 50 người bị bệnh dịch hạch và 36 người đã chết.
Bệnh dịch hạch có thể điều trị bằng thuốc kháng sinh, một số nước như Hoa Kỳ, có nguồn cung cấp kháng sinh lớn trong tay nếu như cuộc tấn công đó xảy ra, do đó làm cho mối đe dọa ít nghiêm trọng hơn.